# Hong Seong-chan
Hong Seong-chan (em coreano: 홍성찬; nascido em 30 de junho de 1997 em Gangwon-do) é um tenista sul-coreano.

## Carreira
Hong jogou até 2015 no ITF Junior Masters. Ele alcançou sua melhor classificação juvenil em 2015, quando ficou em décimo oitavo lugar. Ele também jogou na Copa Davis pela equipe da Coreia do Sul.